# Пренцлау
Пре́нцлау, Пренцлав, Преміслав (пол. Przęcław; нім. Prenzlau) — місто у Німеччині, районний центр землі Бранденбург. Входить до складу району Уккермарк.

## Географія
Площа — 142,18 км². Офіційний код — 12 0 73 452.
Населення становить 20 078 осіб (на 31 грудня 2010).

## Адміністративний поділ
Місто Пренцлау складається з таких частин:
1. Александерхоф (нім. Alexanderhof) — з житловими районами Бюндерсхоф (нім. Bündigershof) і Евальдсхоф (нім. Ewaldshof). Вперше згадується в документах 1840 р.; офіційно підтверджено в 1843 році.
2. Бліндоу (нім. Blindow). Вперше згадується в 1269 році як (нім. Blingowe). Існують додаткові документальні згадки про Блінгоу за 1337 і 1375 роки. З 1786 року — це вже Бліндоу.
3. Воллентін (нім. Wollenthin) — поселення.
4. Гюстов (нім. Güstow) з житловим районом Мюльхоф (нім. Mühlhof).
5. Дауер (нім. Dauer) — невелике село на північному сході Бранденбурга.
6. Деделов (нім. Dedelow) з житловими районами Еллінген(нім. Ellingen) і Штайнфурт (нім. Steinfurth).  Вперше згадується в документі як Dedelow у 1320 році.
7. Зелюббе (нім. Seelübbe) з житловими районами Аугустенфельде, Драйерсхоф і Магнусхоф (нім. Augustenfelde, Dreyershof, Magnushof) вперше згадується в 1262 році в документі папи Урбана IV.
8. Клінков (нім. Klinkow з мікрорайоном Базедов (нім. Basedow — невелике село на північному сході Бранденбурга.
9. Шенвердер  (нім. Schönwerder) — це другий за величиною районом у Пренцлау.
10. Штегеманнсгоф (нім. Stegemannshof) — поселення.

Незалежні громади Бліндоу, Гюстов, Дауер, Деделов, Клінков і Шенвердер стали частиною міста Пренцлау з 1 листопада 2001 року.

## Етимологія
Місто утворене та заселене слов'янським племенем укрів, столиця укрів у VI–XII століттях як Пренцлав. Назване так від слів «Перунові слов'яни» (слава Перуна). Завойоване німцями. У середньовіччі назву міста писали в різних формах, вперше 1187 р. у формі прикметника «Prinzlaviensis», у наступні століття — «Premizlawe» (1237 р.), «Primizslaw» (1299 р.), «Prentslaw» (1316 р.), «Prempßlaw» (1426 р.), «Prentzlow» (1484 р.). Назва має слов'янську етимологію, від імені Пшемислав, у польській мові — пол. Przęsław, пол. Przecław, пол. Przemysław.

## Історія

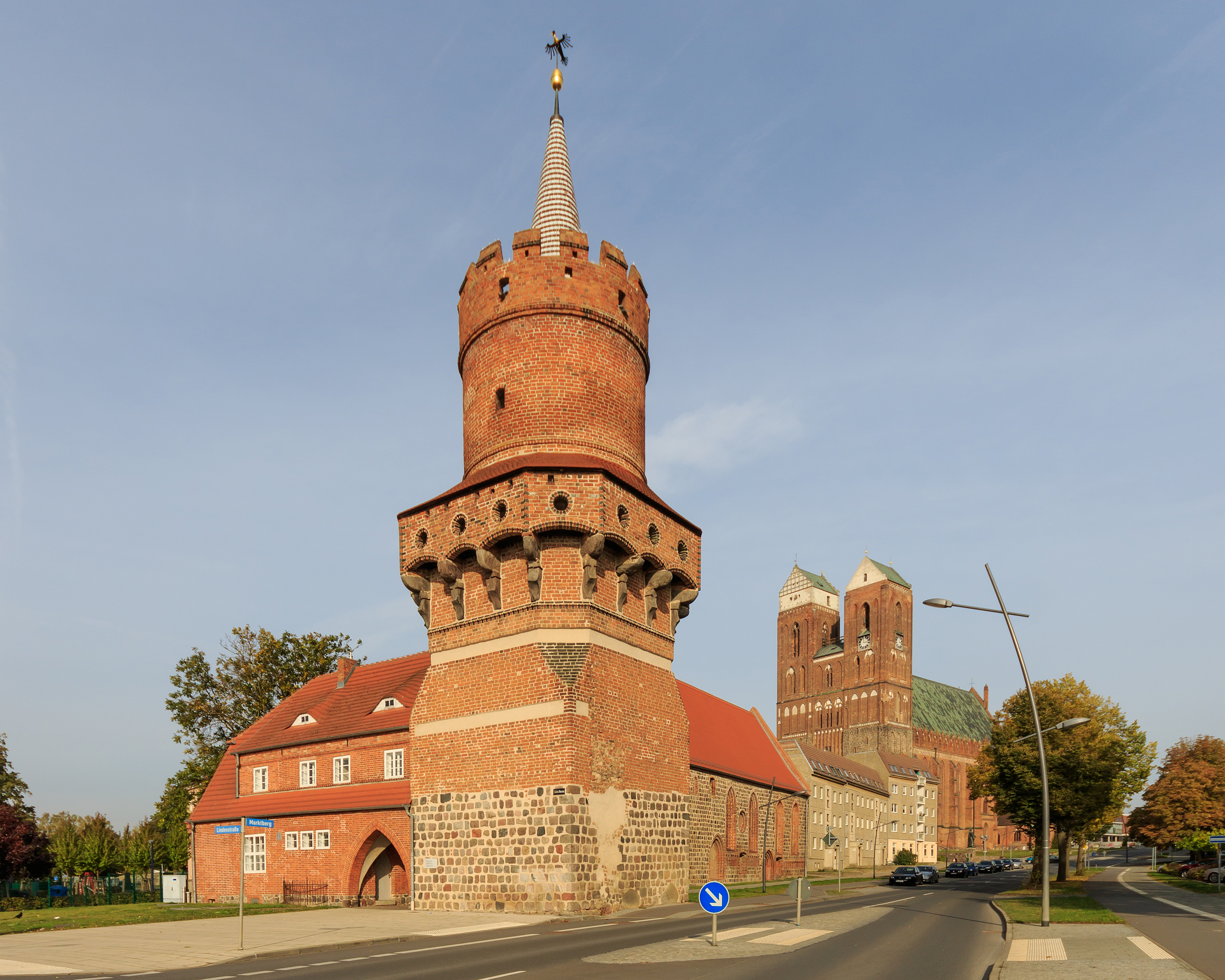
Церква Св. Марії

На північному березі озера Укерзеє існувала до XII століття слов'янська оборонна фортеця з насипом, відома німцям під назвою "буряковий замок" нім. Röwenburg, Rübenburg. Цей замок був поблизу водойми з млинами. У XIII столітті на тому місці, було розбудовано укріплення вже німцями-іммігрантами, котрі протягом декількох десятиліть користувалися тим слов'янським замком. Пізніше слов'янський замок втратив своє значення і був покинутий.

## Населення
| Рік  | Населення |
| ---- | --------- |
| 2005 | 21 039    |
| 2010 | 20 173    |

## Відомі уродженці
- Август Ернст Фердинанд (1795–1870) — німецький фізик і винахідник.

## Міжнародні зв'язки
Міста-побратими Пренцлау:
- Устер, Швейцарія
- Барлінек, Польща
- Почвистнєво, Росія
- Емден, Нижня Саксонія

## Галерея

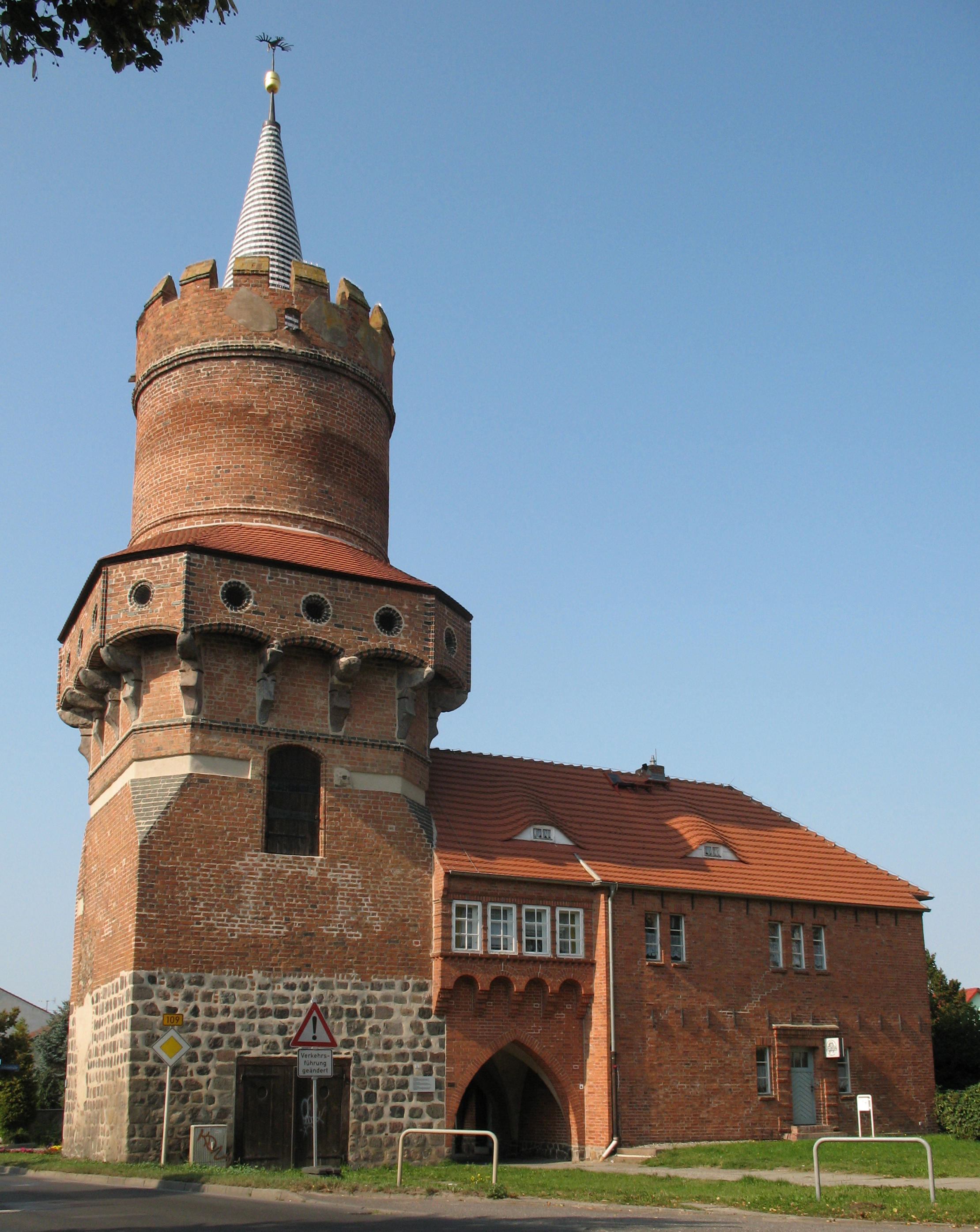
Ворота цегляного готичного 'Mitteltor'
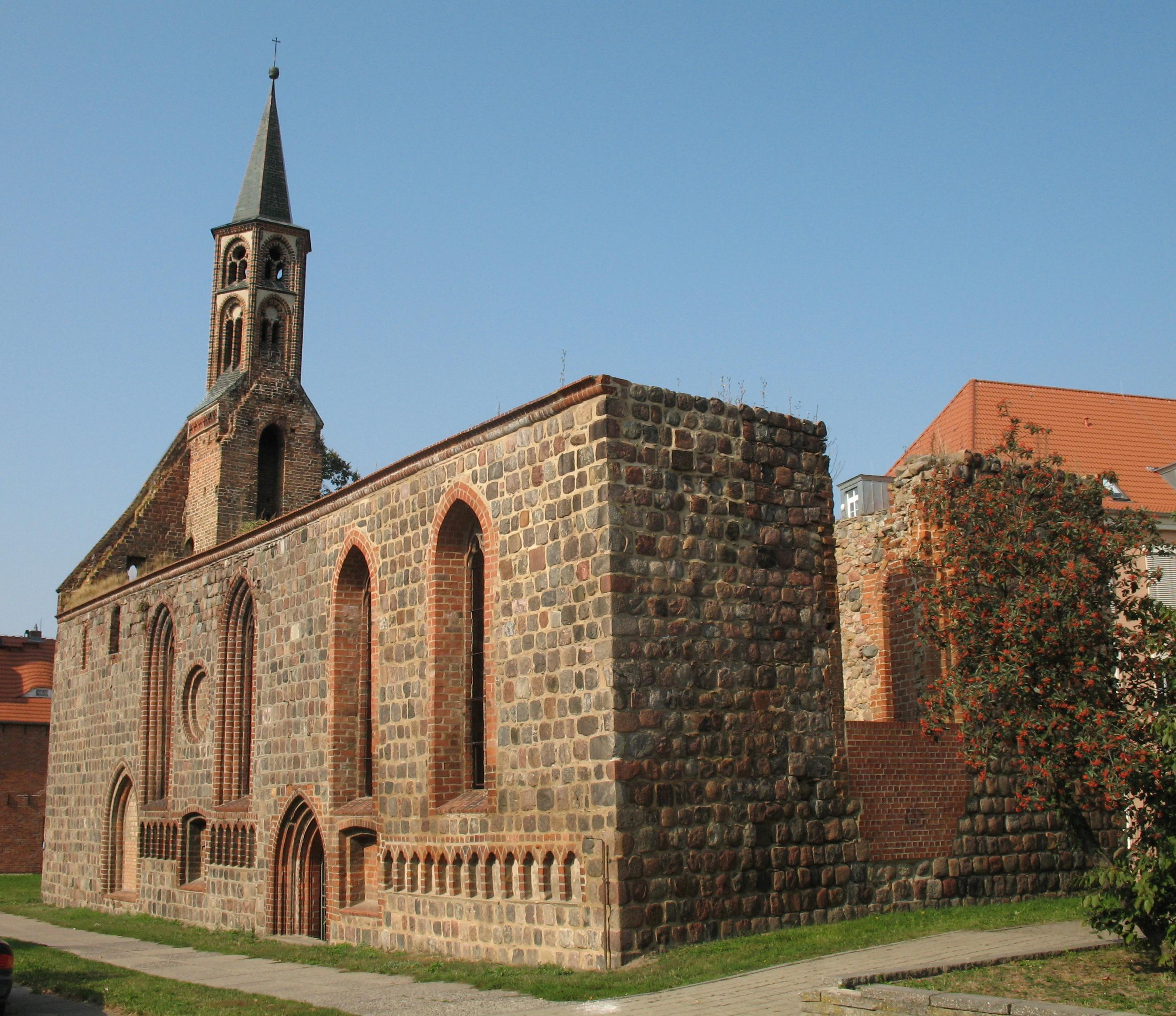
Руїни військового меморіалу біля церкви Святого Духа
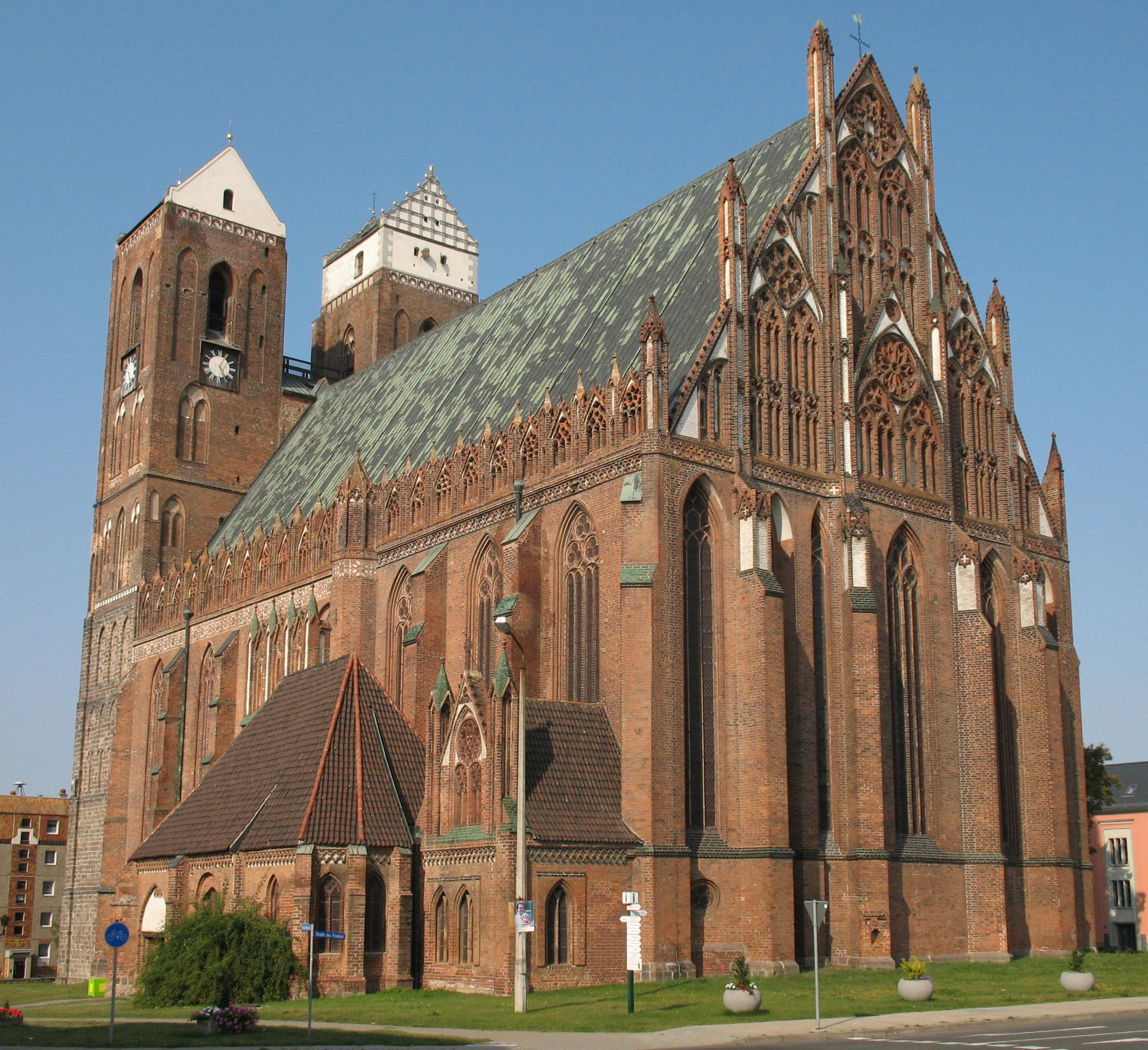
Церква Святої Марії
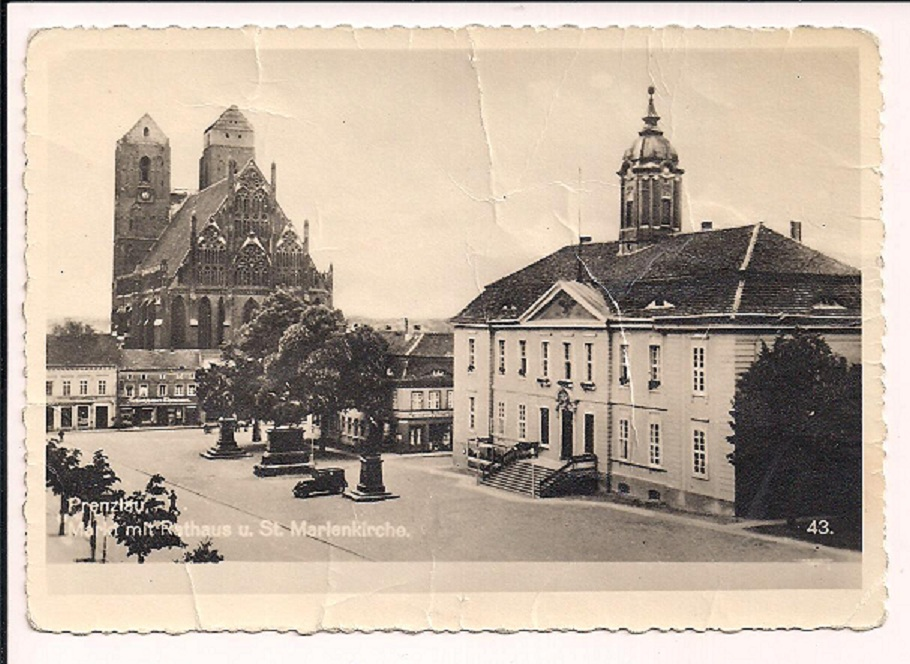
Стара ратуша
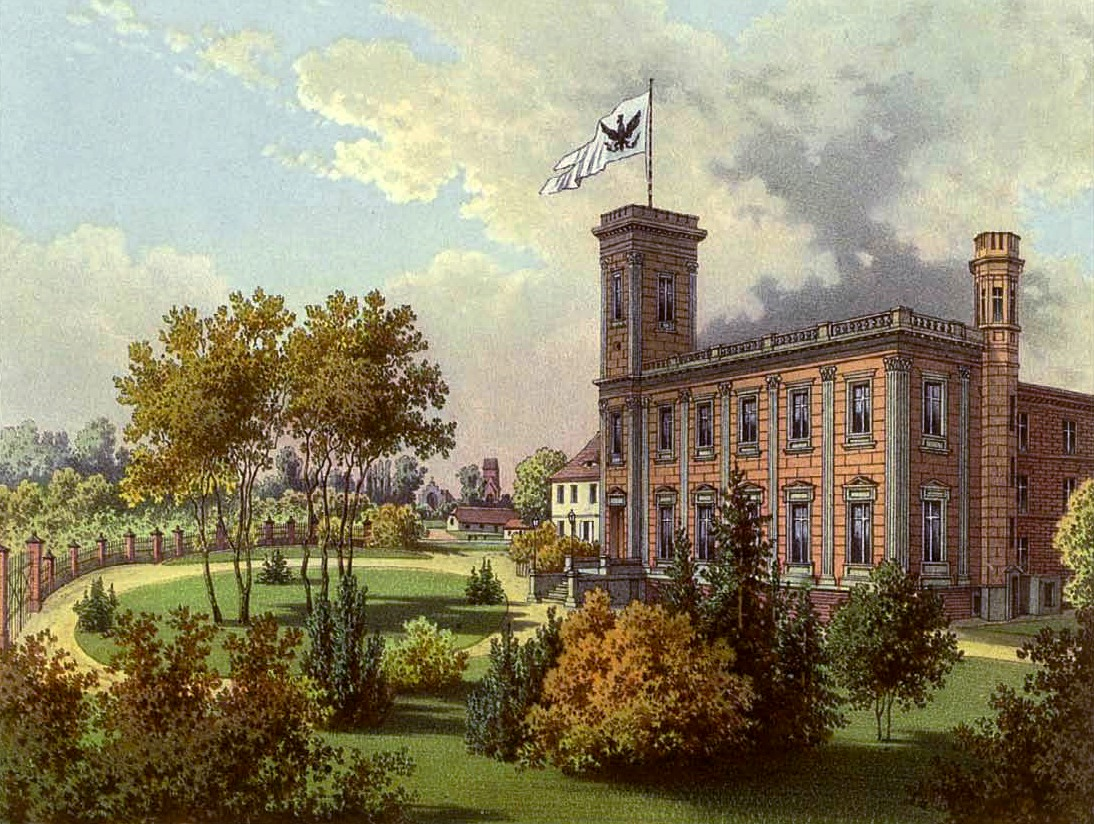
Історична картина замку Деделов
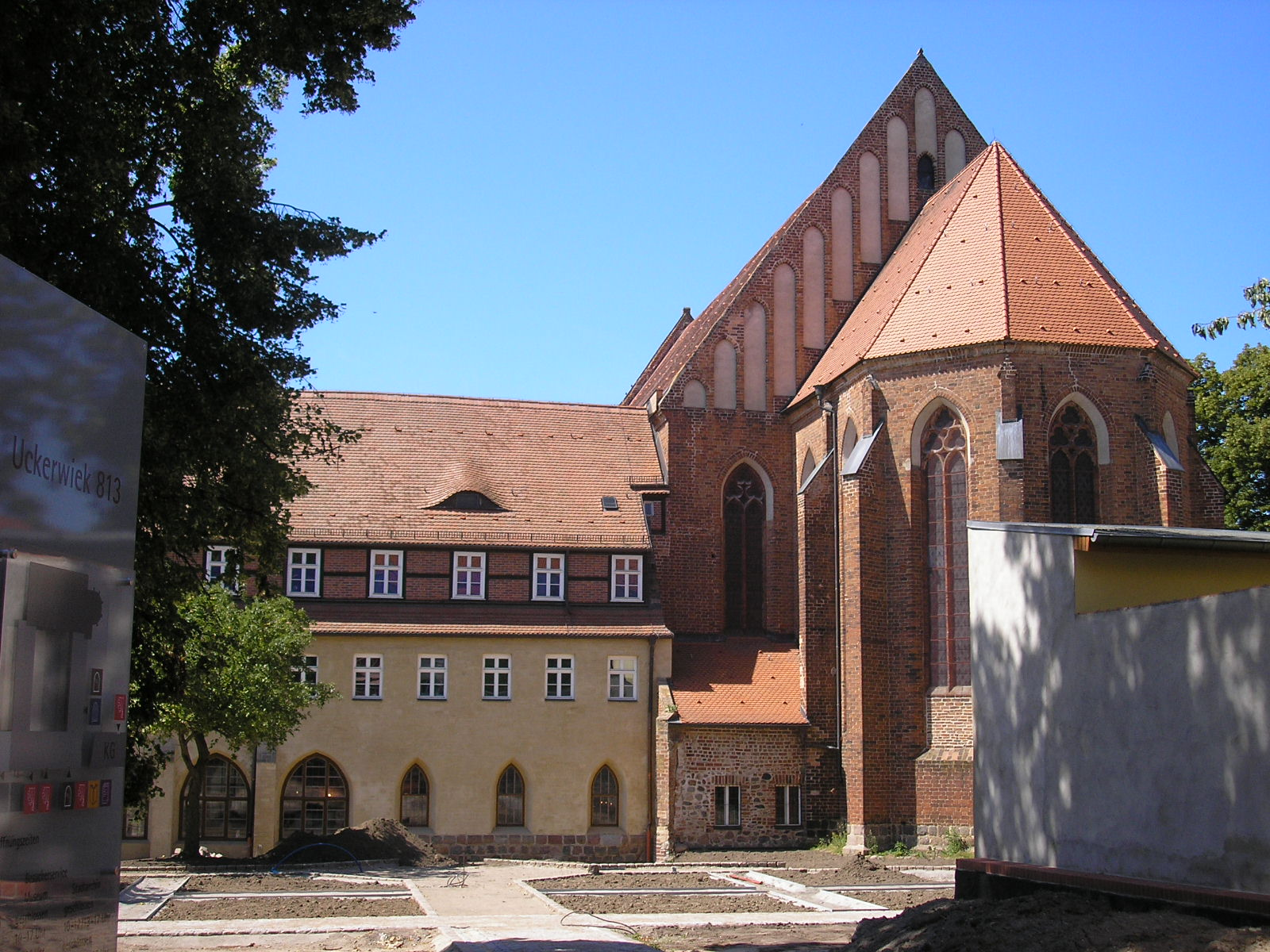
Домініканське абатство
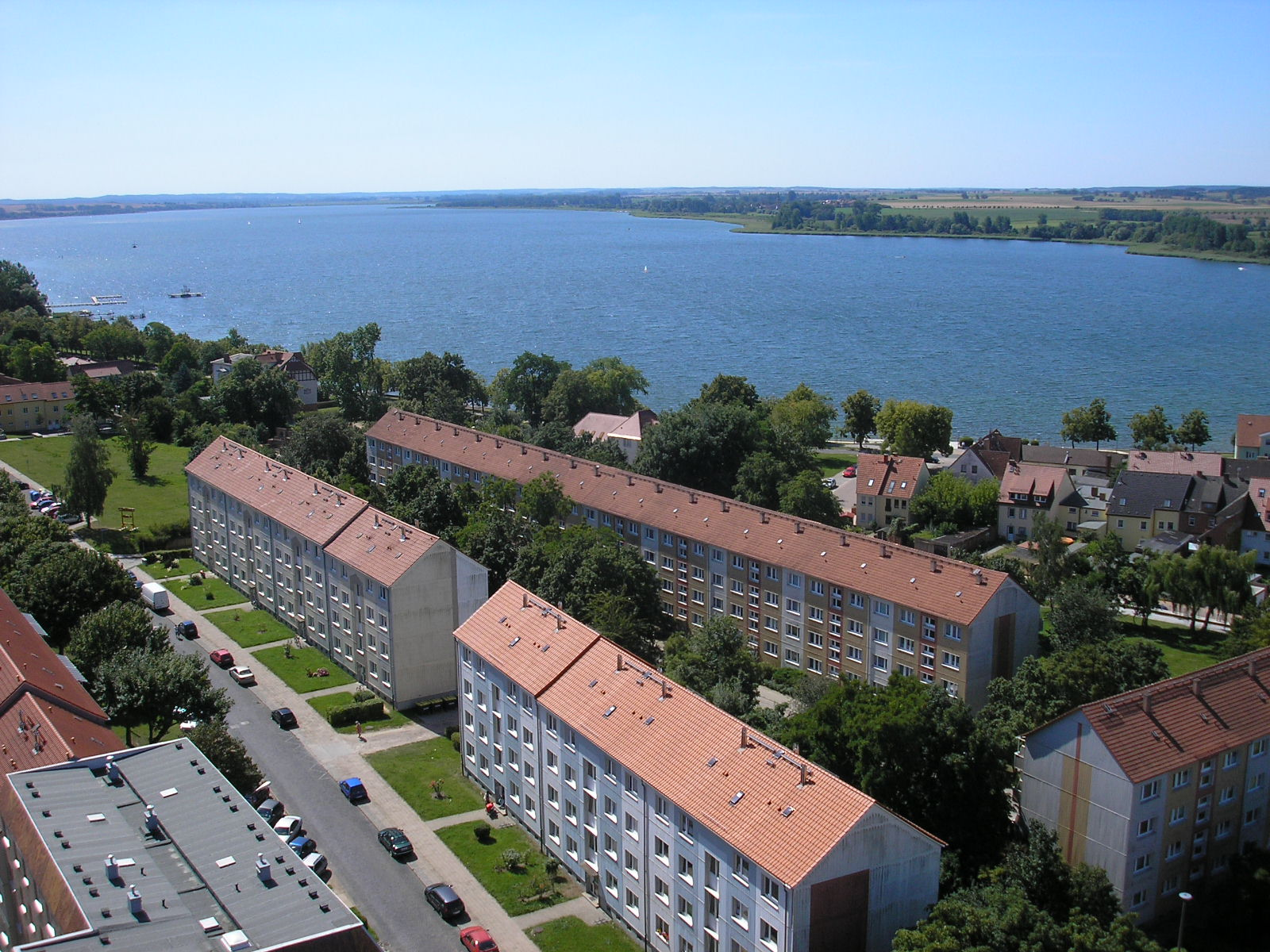
'Unteruckersee' (Нижнє озеро Укер) у Пренцлау
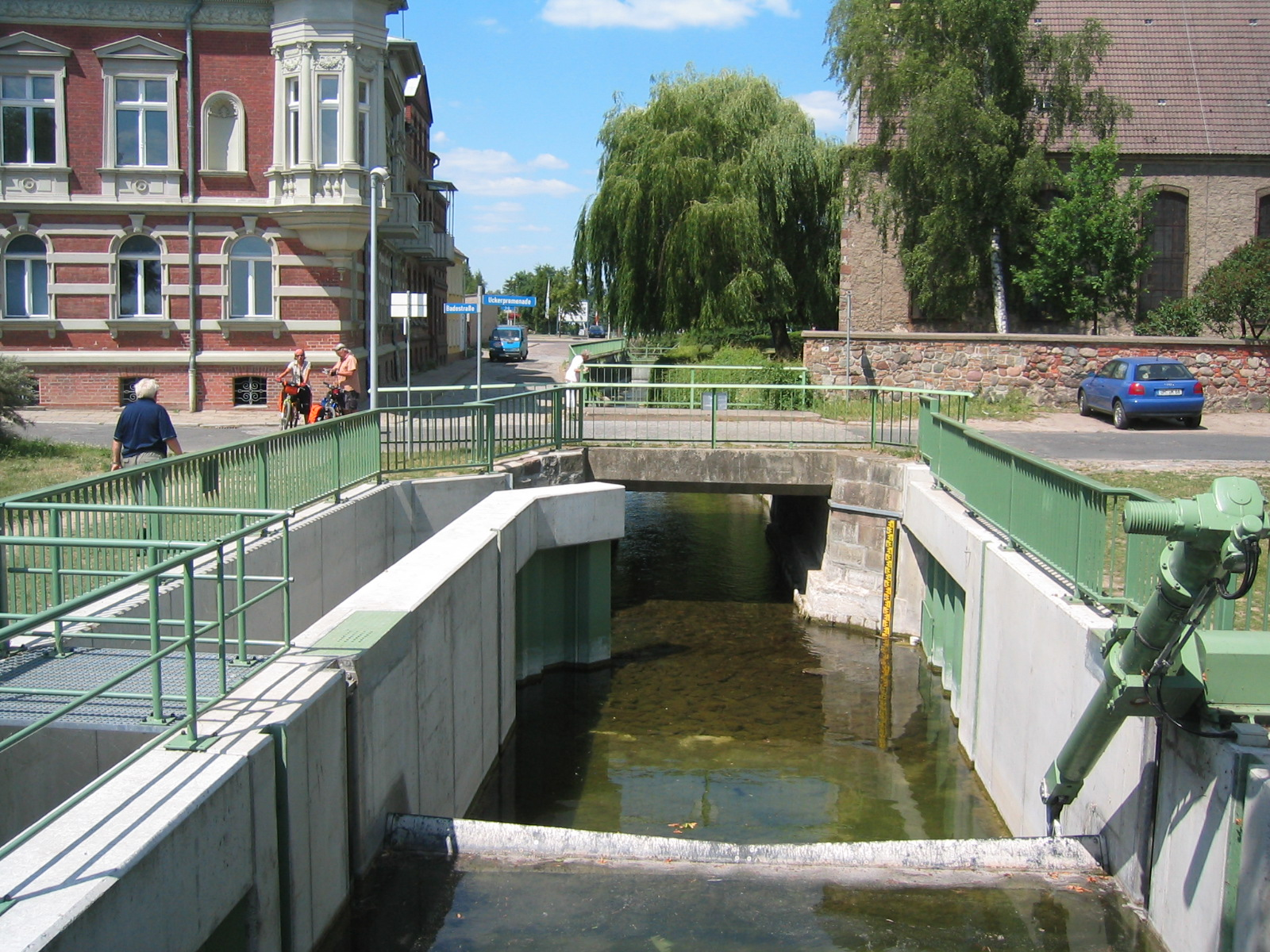
Шлюз каналу Укер
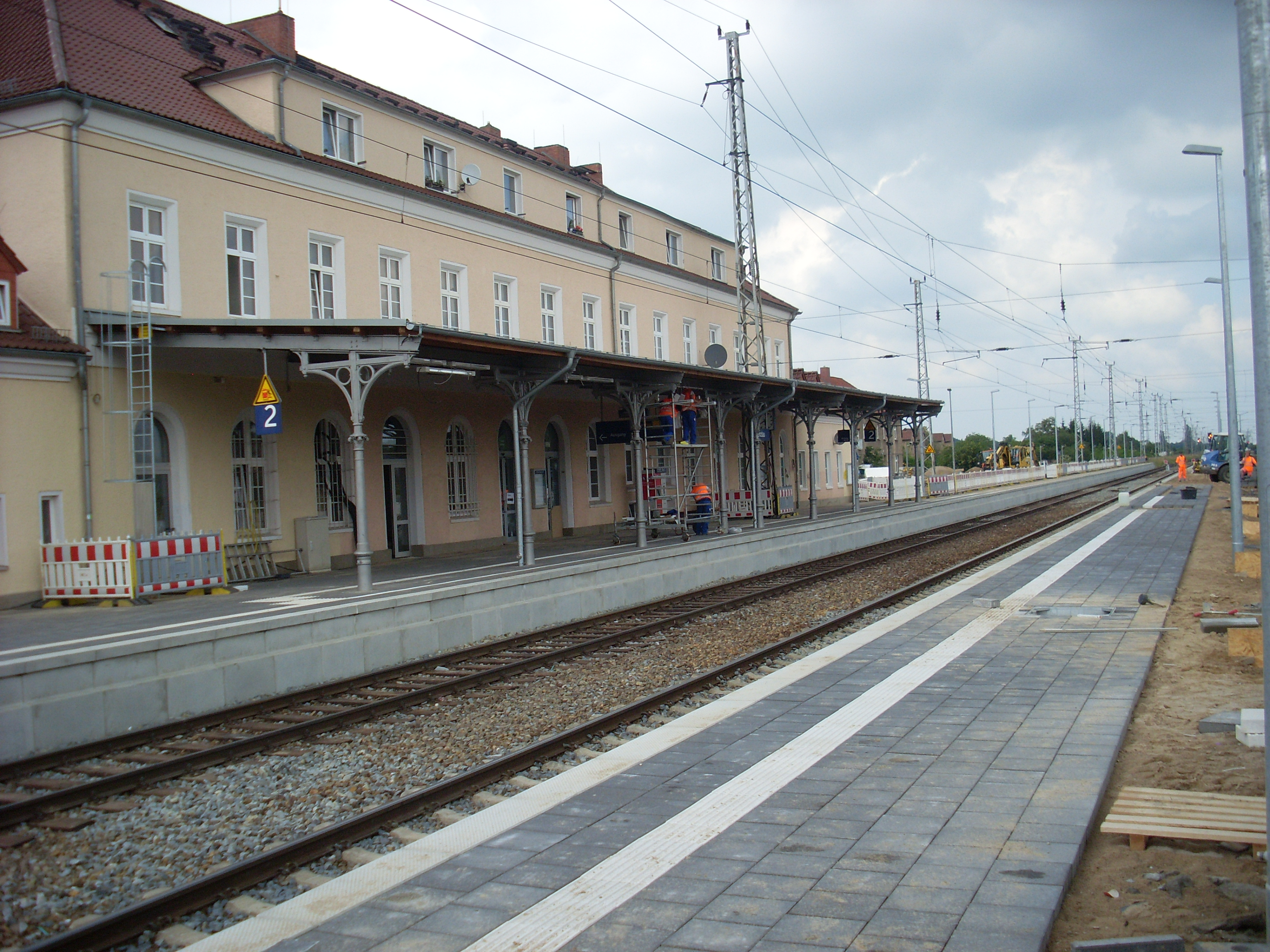
Платформа залізничного вокзалу
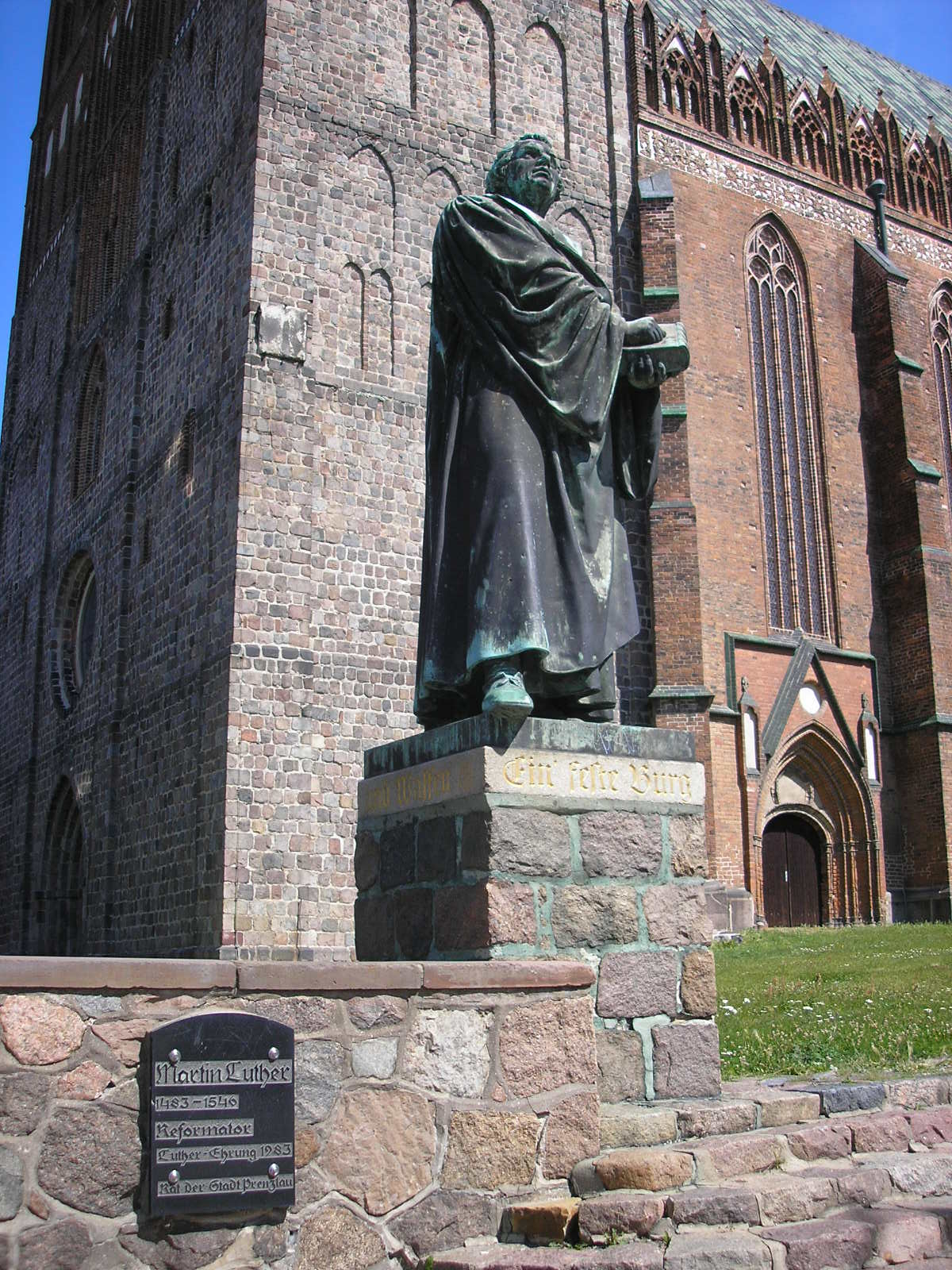
Пам'ятник Мартіну Лютеру у Пренцлау
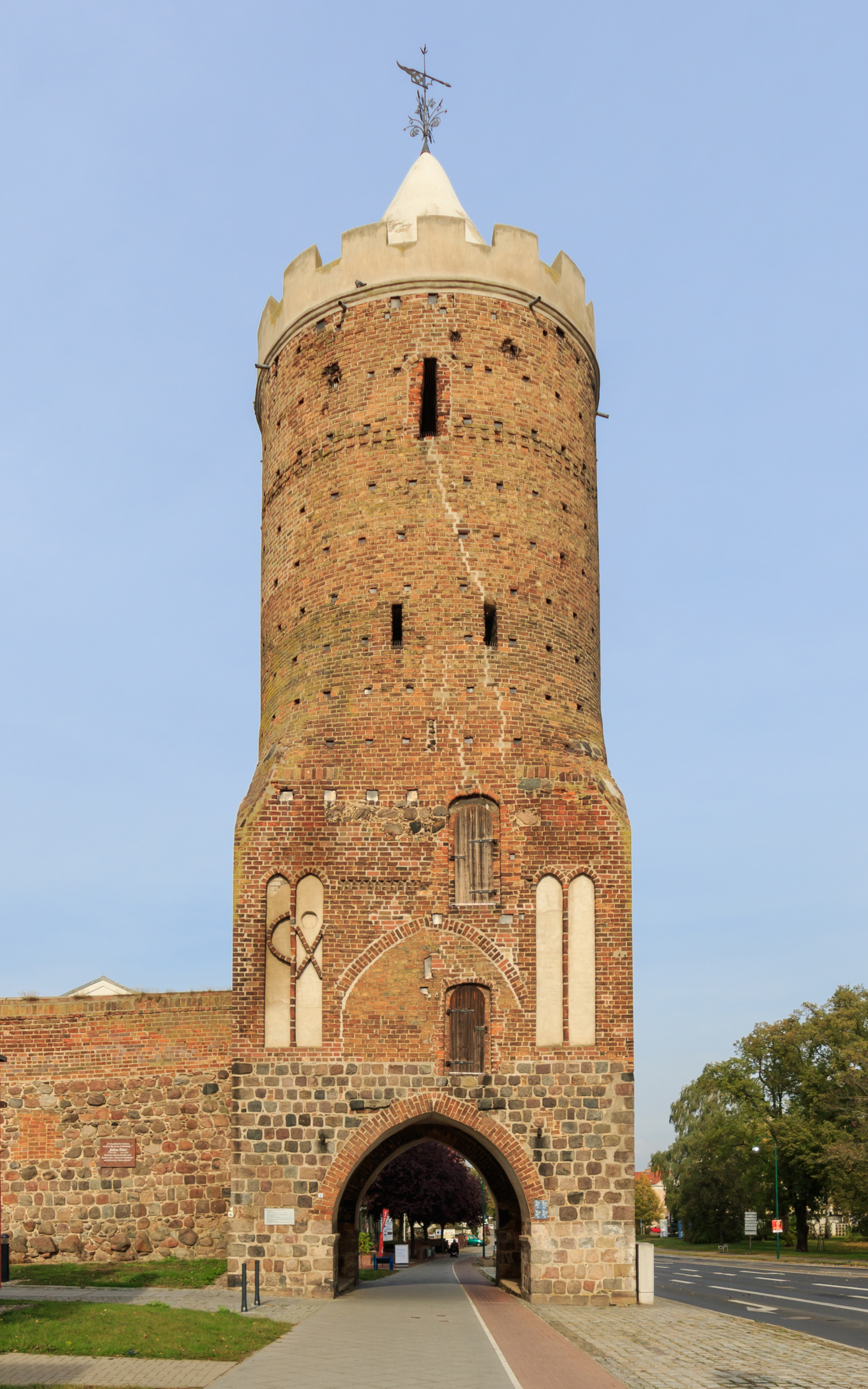
Середньовічна міська стіна Пренцлау, башта з воротами